# 麻宮淳子
麻宮 淳子（あさみや じゅんこ、1975年10月25日 - ）は、日本の元AV女優、ストリッパー。福島県福島市出身。

## 略歴
福島県にある劇場経営者の娘として生まれる。両親から溺愛され、小さい頃から高い洋服を着せてもらっていたという。幼稚園の時に動物園に行くと「くさいくさい」としか言わなかったという。劇場の上の階が住居で、「踊り子さんはみんな優しかった」と回想しているが、家業のことでからかわれると泣いていたという。小学校の頃にはクラシックバレエを習い、中学校の頃は新体操を習っていたが、このときに首を痛めてしまい、その後首や肩がこるようになったという。
高校生の頃は老けて見られ、16歳前後の頃には二十歳に見られていたという。この頃から芸能界に憧れるようになり、高校2年の頃から水着のモデルの仕事を始める。撮影の仕事があると東北新幹線で東京に出ることが多く、この頃から「卒業したら東京に行く」と決めていたという。高校卒業後に上京、ヘアメイクの専門学校に通いながらモデル業も継続したが、仕事が忙しくなったため1993年8月に専門学校をやめる。
1993年に成合 淳（なりあい じゅん）名義で週刊プレイボーイの「GIRI GIRI ガール」（制作・イワタ　撮影・木村智哉）の枠でグラビアデビューした後、NOWON（ワニブックス刊）創刊号で17歳での初ヌードを披露（撮影・木村晴）。
当初の所属事務所はAVでの展開を考えていなかったが、キスプロモーションなる事務所の代表の市川豪（2006年に職業安定法違反=有害職業紹介容疑で逮捕）が自社がアダルト事務所である事を伏せ、女性を窓口にするなど巧妙な手口で安心させて同女と接触。奸計に嵌める形でアダルト業界への転向を画策した上でオフィスM&Bに金銭で譲渡する。
1994年にAVデビューした。ぶっかけ、SM、レズなどハード路線で活躍した。一時、浅草ロック座でストリッパーとしても活躍。AV引退後、しばらくMOODYZの広報部に勤務していたが、自身の趣味であったプロレスを通じて格闘家との結婚を機に広報部を退社した。

## 人物・エピソード
小学生の頃から茶道・華道・日本舞踊・箏・フルート演奏など、多くの習い事を行っている。特技は料理で、肉じゃがと煮魚が得意という。実家はストリップ劇場を経営していた。
趣味はプロレス観戦で、AV女優としての仕事が忙しくなる前は月に3回は観戦に行っていた。新日本プロレスの試合会場で麻宮のファンから声をかけられたこともあるという。また、仕事の入っていない時、昼は自由が丘で買い物、夜は六本木のクラブへよく行っていたという
特技:料理、英会話。新体操。
好きな食べ物:スパゲティー。

## 作品

### アダルトビデオ
1994年
- 官能姫 第3章（4月26日、ティファニー）＊ＡVデビュー作
- 卒業します。 セクシー・ファンタジア（4月、芳友舎）
- ブルマー・ブルマー（5月21日、笠倉出版社）＊イメージビデオ
- おねだりは3度まで（5月31日、芳友舎）
- くわえ上手とよばないで!（7月17日、ティファニー）
- 早熟フルーツぷるんぷるん（8月5日、芳友舎）＊「官能姫 第3章」他を再編集したもの
- 濡れしぐる女豹たち 麻宮淳子・橘ますみ・松本コンチータ・有森麗（8月29日、エイトマン）
- 奥様は女子校生（9月28日、ティファニー）
- 白衣の下は愛の園 麻宮淳子・藤谷しおり・上條うらら（10月31日、エイトマン）
- ぷるんぷるんボディの反乱 Hすぎてもお許しを（11月13日、ティファニー）
- エッチ100連発!（12月5日、芳友舎）＊「奥様は女子校生」を再編集したもの
- 桃尻女子校生 恋人たちも濡れる放課後 麻宮淳子・日吉亜衣・吉野真理（12月10日、エイトマン）
- ヘアヌード・美少女伝説 1（12月20日、桜桃書房）

1995年
- 超・口全ワイセツ ちっそく（1月14日、h.m.p）
- はちきれた欲望（1月24日、ティファニー）
- プルプル若妻イキスギひっぷ（3月21日、ティファニー）
- わたしたちがヤラれた理由 麻宮淳子・宮木汐音・桜井涼子（4月30日、エイトマン）
- ティファニーの女神たち 官能クライマックス「はじめまして…」（5月16日、ティファニー）＊オムニバス作品
- ザ・カゲキ 肉欲ぷるぷる（5月18日、h.m.p）
- わがままヒップシェイク（6月5日、芳友舎）
- 女子校生・花MAN開!! 麻宮淳子・栗田もも・飛鳥いずみ（6月30日、エイトマン）
- 快楽天国クライマックス（7月6日、芳友舎）＊オムニバス作品
- 制服めしべの滴り（8月28日、笠倉出版社）
- 悩殺! 仕置き人 麻宮淳子・青山和希・藤村真澄（8月30日、h.m.p）
- 姫マンゴ女子校生（9月8日、笠倉出版社）全5名
- 実録・狙われた女教師 電車で痴漢（9月30日、笠倉出版社）
- 潮吹き美女館（10月9日、笠倉出版社）
- 快尻! ズボット 新たなる仕置き人 麻宮淳子・氷高小夜・野原夕里香（10月30日、エイトマン）
- 突撃フーゾク体験取材 7（10月30日、大橋書店）
- 快楽エステサロン 逆ソープパラダイス 1（11月30日、KTファクトリー）
- 120人美女館 AV10年史 3 安藤有里・麻宮淳子・あいだもも 他（12月11日、笠倉出版社）全30名
- NEO出血大制服 17（12月12日、アトラス21）
- AVアイドル悪女物語 2 水野愛・麻宮淳子・有森麗（12月19日、KUKI）
- Hな探偵物語 1 テクニカルFUCK（ジャパンプランニング）
- OH! JUNKO ザ・ファイナルFUCK!（ジャパンプランニング）

1996年
- LINGERIE DOLLS Vol.3 	麻宮淳子・矢吹まりな・細川しのぶ（1月15日、宇宙企画）
- 逆ソープスペシャル 快楽エステサロン デラックス 麻宮淳子・野原夕里香・日吉亜衣・飛鳥いずみ（3月25日、KTファクトリー）
- 口内棒力100連発 飲んじゃうわ ゴックン（4月13日、芳友舎）＊オムニバス作品
- NEO出血大制服 スーパー・コレクション 2（4月26日、アトラス21）＊オムニバス作品
- 女教師乱れ泣き 奴隷遊戯（4月30日、エイトマン NE-004）＊オムニバス作品
- VINLハウスの果実たち vol.5（5月14日、KUKI/VINL）＊オムニバス作品
- AVアイドル大集合! エロすぐり8連発（コスプレ編）（5月30日、エイトマン）＊オムニバス作品
- 官能姫MAX もういちどイカせて 白石ひとみ・杉浦友美・麻宮淳子・西野美由紀・遠峰夏子・小室友里（6月13日、ティファニー）
- ONANIEスーパーコレクション ワイド90分（6月28日、笠倉出版社）＊オムニバス作品
- 伝説裸天使アイドル15年史 プルルン編（7月23日、ティファニー）＊オムニバス作品
- アトラス GORGEOUS 全9名（8月30日、アトラス21）＊オムニバス作品
- コスプレ淫乱ドール（9月1日、アトラス21）
- NEO濃縮ランジェリーワイド90分（12月2日、笠倉出版社）＊オムニバス作品

1997年
- 女教師乱れ泣き 奴隷遊戯濃縮版 星野杏里・小室友里・麻宮淳子ほか（1月5日、芳友舎 EPV02-54）
- 悩殺!仕置き人・エロ退治お嬢様濃縮版 麻宮淳子・藤村真澄・青山和希（7月5日、芳友舎）
- AV巨乳15年史ワイド90分 2（10月27日、笠倉出版社）＊オムニバス作品
- 早熟ブルマー15年史（12月4日、笠倉出版社）＊オムニバス作品

1998年
- 復活の女神（7月16日、クリスタル映像）
- 女教師 淫獣学園 三咲まお・麻宮淳子・瞳リョウ（8月1日、アタッカーズ）
- 夢見ごこちのラブシェイク（8月13日、クリスタル映像）
- 女医淳子 天国にいこうよ（9月10日、クリスタル映像）
- スーパー制服アイドル淳子（10月8日、クリスタル映像）

1999年
- 聖女燃えつきて 麻宮淳子ファイナル（1月25日、アトラス21）
- 女社長レイプ 怨念の恥肉祭（2月10日、アタッカーズ）
- 麻宮淳子の音 （3月1日、ソフト・オン・デマンド）
- Angel 麻宮淳子（3月19日、アイデアポケット）
- デラックスHoney 全6名（3月24日、ティファニー）＊オムニバス作品
- 女医レイプ 卑猥病棟（4月9日、アタッカーズ）
- 夜に堕ちて（8月8日、アトラス21）
- 崩れる!（8月28日、銀河映像）
- きれいなお姉さんがしてあげる 年下の男の子へ 三浦あいか・麻宮淳子（9月27日、イエローボックス）YD-37
- COSTUME IDOL（10月15日、Mr.プレジデント）
- 手コキコキコキ 2 麻宮淳子・新田利恵 他（11月5日、ハムレット（SODクリエイト））
- AVアイドル調教コレクション（12月25日、銀河映像）＊オムニバス作品

2000年
- セブン 〜七つの夜の物語〜 （1月1日、ビデオバンク）
- 肉虐強姦（1月8日、フリーク・ビジョン）
- 女帝（1月25日、オー・ケイ出版社）
- お姉さんがしてあげる（1月、レイディックス）ONE-22
- 「痴」女優 麻宮淳子 4（2月1日、ワープエンタテインメント）
- AV女優 麻宮淳子（4月21日、ビデオバンク）
- 主演監督（6月1日、ワンズファクトリー）
- 女教師Selection（6月16日、メディアバンク）多数出演＊オムニバス作品
- ドリームシャワー NO.23 （7月2日、ワープエンタテインメント）
- 奴隷女教師 羞恥の放課後（7月14日、シネマジック）
- 極 口全ワイセツ カウントダウンスペシャル（7月21日、h.m.p）多数出演＊オムニバス作品
- イメクラSuper 2（7月28日、メディアバンク）多数出演＊オムニバス作品
- クリスタル15年史（7月28日、クリスタル映像）多数出演＊オムニバス作品
- ザ・暗黒街 リストラ泡地獄 小沢まどか・麻宮淳子ほか（7月31日、銀河映像）
- 龍縛愛玩調教 6 痴女優（8月2日、アタッカーズ）
- 狂い咲く百合の滴り 麻宮淳子・市川亜紀（8月11日、シネマジック）
- SWEET LOVERS 麻宮淳子・林由美（8月25日、スターシップ）
- Chaos 色情四姉妹 麻宮淳子・三浦あいか・鈴木麻奈美・金沢文子（9月1日、MOODYZ）
- OFFICE LADY（9月1日、MOODYZ）＊オムニバス作品
- WAITRESS ウェイトレス（9月1日、MOODYZ）＊オムニバス作品
- 若妻、貸出し中 10 緊縛レンタル妻（9月22日、シネマジック）
- 妖淫七変化 麻宮淳子（10月2日、MOODYZ）
- トップスターへの道標 麻宮淳子・夕樹舞子（11月1日、MOODYZ）
- CABARET＆CLUB キャバクラ嬢（11月1日、MOODYZ）＊オムニバス作品
- ソフト・オン・デマンドおかげさまで5周年記念特選作品集 女優編（12月15日、ソフト・オン・デマンド）多数出演＊オムニバス作品

2001年
- 麻宮淳子の音（1月15日、ソフトオンデマンド）
- セブン 七つの夜の物語（1月、ビデオバンク）＊オムニバス作品
- 淫乱女優 EX 全16名（2月23日、クリスタル映像）＊オムニバス作品
- NEO出血大制服完全版 3（3月13日、アトラス21）多数出演＊オムニバス作品
- 緊縛スペシャル（3月30日、シネマジック）＊「奴隷女教師 羞恥の放課後」「若妻、貸出し中10」を収録
- 菅原ちえ監督の膣コキ新世紀 貴方にはお手数おかけしません （4月6日、ハムレット）
- 女教師 淫獣学園 三咲まお・麻宮淳子・瞳リョウ（5月1日、アタッカーズ）
- バイブマニア（6月21日、ジーオーティー）オムニバス作品
- TIFFANY BEST THE FLOWERS（6月21日、ビデオバンク）多数出演＊オムニバス作品
- 女子校生コスプレサイト（7月6日、ジーオーティー）
- プライベートストリッパーコレクション Vol.4 桜井さやか・麻宮淳子・星野彩香（8月1日、桃太郎映像出版）
- 淫口女優 EX 全30名（8月17日、クリスタル映像）＊オムニバス作品
- 手コキ ベストセレクション 麻宮淳子・流星ラム（10月4日、ソフトオンデマンド）
- 音 Fuckin'on ベストセレクション 麻宮涼子・流星ラム 他（10月4日、ソフトオンデマンド）
- 死夜悪 The Best 7 白衣セレクト（11月1日、アタッカーズ）＊オムニバス作品
- かわいいおクチでナニするの?（11月8日、ジーオーティー）＊オムニバス作品
- 音シリーズ第1巻 麻宮淳子・藤谷しおり（11月20日、ソフトオンデマンド）
- 巨乳20年史 1（11月24日、笠倉出版社 AOV45-39）多数出演＊オムニバス作品
- キャバクラ嬢ダイジェスト（12月1日、MOODYZ）＊オムニバス作品
- 色情OL・上司との関係（12月6日、ジーオーティー）＊オムニバス作品
- STORY of LOVE#5 レイプ魔の愛撫… 麻宮淳子・氷高小夜・野原ゆりか（12月21日、ビデオバンク）

2002年
- ブルマー20年史（1月17日、笠倉出版社）多数出演＊オムニバス作品
- Last Memorial Film（3月15日、MOODYZ）＊引退作品
- もっと愛されたい症候群の女（4月15日、ソフト・オン・デマンド）
- ルネッサンス 甦るAVアイドル（4月19日、h.m.p）多数出演＊オムニバス作品
- The Best of Angel Girl 夏樹みゆ×麻宮淳子（5月15日、アイデアポケット）
- ドリームシャワー No.23（6月1日、ワープエンタテインメント）
- プロジェクトSEX 演技派女優への道＋彼氏募集その後 長野あずさ・小室友里・麻宮淳子（6月1日、MOODYZト）
- 死夜悪 THE BEST 17 女社長セレクト 仲西さやか・麻宮淳子・愛田るか（6月8日、アタッカーズ）
- コックと仲良すぎるウェイトレス軍団。（7月11日、ジーオーティー）＊オムニバス作品
- Star Doubles 1 麻宮淳子・流星ラム（7月17日、ワープエンタテインメント）
- SMシリーズ 1（7月19日、ソフトオンデマンド）＊「もっと愛されたい症候群の女/麻宮淳子」「縄肌夫人/宮下真紀」を収録
- 女教師 全裸巨乳番付（8月6日、笠倉出版社）多数出演＊オムニバス作品
- 姫盛り （8月25日、アートモデルズ）
- 着衣のSEX（9月1日、MOODYZ）＊オムニバス作品
- チャンネルH-2 濡らして懲りない女たち 小室友里・麻宮淳子・森村なつみ・牧れい（9月21日、h.m.p）
- Be jean 5（11月8日、桃太郎映像出版 BBED-21）DVD復刻版
- Atlas Adult Actress Vol.3 17人の謝激祭（11月12日、アトラス21）＊オムニバス作品
- おまんこの花道 朝倉しほ（11月15日、MOODYZ）＊友情出演:麻宮淳子
- お姉さんがしてあげる 麻宮淳子・つかもと友希(牧本千幸)（11月22日、レイディックス）MBD-82
- 奴隷女教師スペシャル 8（11月29日、シネマジック）＊オムニバス作品
- ラブシネ 2 麻宮淳子・吉野真理・愛田るか（12月10日、ビデオバンク）

2003年
- ラブシネ 3（1月10日、ビデオバンク）多数出演＊オムニバス作品
- AV女優 8人祭り（1月21日、レイディックス）＊オムニバス作品
- 淫と美の白衣 濡れたカルテ（1月21日、ジーオーティー）＊オムニバス作品
- 巨乳20年史 Deluxe（1月24日、ディースリー DAJ-3）多数出演＊オムニバス作品
- 奈落の人妻スペシャル（1月31日、シネマジック）＊オムニバス作品
- 龍縛 THE BEST 龍縛愛玩調教 淫欲編 上原千夏・麻宮淳子・三浦あいか（2月8日、アタッカーズ）
- 女教師&ブルマー20年史 Deluxe（2月14日、ディースリー）多数出演＊オムニバス作品
- 女教師痴漢電車 DELUXE 全40名（4月11日、Five Star）＊オムニバス作品
- 凌辱レイプ 女教師聖職の懺悔 小沢まどか・麻宮淳子（4月15日、MOODYZ）
- 女社長丹羽ひとみが選ぶお気に入り作品集（4月15日、MOODYZ）多数出演＊オムニバス作品
- 眠り姉 寝ているお姉さんに悪戯（5月1日、レイディックス）＊オムニバス作品
- おっぱい1000個コレクション（5月15日、MOODYZ）多数出演＊オムニバス作品
- HIGHSPECな女（5月25日、ジーオーティー）
- オナニーBEST（7月15日、MOODYZ）＊オムニバス作品
- 死夜悪アンソロジー 3（8月8日、アタッカーズ）＊オムニバス作品
- 龍縛アンソロジー 1（10月8日、アタッカーズ）＊オムニバス作品
- 淫乱A級女優を嬲り責め!（10月22日、春風企画）＊オムニバス作品

2004年
- NEO出血大制服 ノーカット VOL.9 美の誘惑selection 麻宮淳子・川浜なつみ・平松ケイ・麻倉かほり（1月30日、アトラス21）
- ショートカットの女のコ 15（2月20日、MOODYZ）＊オムニバス作品
- 淫獣伝説 蘇る陵辱の記憶（3月8日、アタッカーズ）＊オムニバス作品
- お姉さんのオナニー 2（4月1日、レイディックス）＊オムニバス作品
- AV Queen's 30人BOX（5月21日、デジタルバンク）＊オムニバス作品
- 激淫ナース 太くて固い注射が好き（6月11日、ディースリー）＊オムニバス作品
- メモリアル 麻宮淳子（7月30日、メディアバンク）
- ATLAS TWENTY ONE（8月20日、アトラス21）多数出演＊オムニバス作品
- 流出!!有名女優 無修正 麻宮淳子・夕樹舞子・光月夜也・流星ラム・三咲まお（9月22日、北都）

2005年以降
- The Best of No.1 麻宮淳子 Deluxe（2005年11月11日、デジタルドリームデベロップメント）
- MOODYZ 5周年記念作品集 12時間（2006年1月13日、MOODYZ）多数出演＊オムニバス作品
- 女医侵犯（2006年1月28日、アタッカーズ）多数出演＊オムニバス作品
- 死夜悪アンソロジー 3（2006年3月27日、アタッカーズ）＊オムニバス作品
- Cinemagic DVDベスト30（2007年7月4日、シネマジック）多数出演＊オムニバス作品
- 桃尻ズボッ! ナースただいま発情中!（2007年10月31日、ビデオバンク）＊「快尻!ズボット/麻宮淳子」「桃尻ナースただいま発情中!/星野杏里」を収録
- 濡れしぐる女子校生あふれ出る肉欲。（2007年10月31日、ビデオバンク）＊「濡れしぐる女豹たち」「女子校生・花MAN開!!」を収録
- AVアイドル伝説Special 3（2007年12月19日、A-BOX）＊オムニバス作品
- あのアイドルがスーパーリマスターREMIXで甦るTiffany完全ベスト4時間 Vol.1（2010年1月21日、ビデオバンク）多数出演＊オムニバス作品
- 懐かしのAVアイドル 官能姫ベスト（2011年7月21日、ビデオバンク）多数出演＊オムニバス作品
- 青春の90年代　オールスター夢の共演8時間（2012年6月21日、h.m.p）多数出演＊オムニバス作品
- NEO出血大制服 完全版 Vol．3（2015年2月28日、アトラス21）多数出演＊オムニバス作品

発売年不明
- Be jean 5（桃太郎映像出版 BE-21）VHS
- プライベートストリッパー2（桃太郎映像出版 PS-07）VHS
- 年下の男の子へ…（レイディックス JY-09）VHS
- LOVE LOVE LESSON VOL.7 麻宮淳子・林由美香（ひりゅうビジュアルネットワーク LL-008）VHS

他多数出演。

## 出演

### 映画
- 卍舞3 いかせてあげる、極楽浄土（1996年5月18日公開、にっかつ）監督:吉田啓一郎[5]
- 異常体位 大淫乱 別題:痴女の熟尻 やりたがり（2000年2月4日公開、フィルムハウス）監督:勝利一[6]
- 美姉妹スチュワーデス 名器くらべ 別題:スチュワーデス下半身白書/破廉恥フライト（2000年05月26日公開、フィルムハウス）監督：坂本太[7]

### オリジナルビデオ・Vシネマ
- MOKOにおまかせ（1994年11月11日、東映ビデオ）監督:望月六郎[8]
- 実写版 淫獣学園1 色魔界の逆襲（1995年2月24日、大映）監督:倉本薫 共演:氷高小夜 ほか[9]
- 実写版 淫獣学園2 魔性の娘誕生（1996年2月23日、大映）監督:倉本薫 共演:氷高小夜 ほか[10]
- スワッピング・スクール（1996年3月8日、ピンクパイナップル）監督:松井昇[11]
- ブルセラショップ・オブ・ホラーズ（1996年3月20日、オールイン・エンタテインメント）監督:宮坂武志[12]
- 実写版 淫獣学園3 くノ一狩り（1996年4月26日、大映）監督:倉本薫 共演:氷高小夜 ほか[13]
- エロ番記者（1997年4月24日、カレス・コミュニケーションズ）監督:大沼栄太郎[14]
- 痴漢物語 イケナイところの指いじめ（1998年5月22日、TMC）監督:太賀麻郎[15]
- 強奸監禁ラブホテル（1998年、ピンクパイナップル）監督:三宅雅之[16]
- 犬の器 犯されつづける男（1999年1月29日、ジェイブレジデント）監督:中野貴雄[17]
- 裏風俗 悦楽ゾーン～クライマックス・エロス（1999年3月23日、TMC）監督:中野貴雄
- 強奸監禁保健室（1999年6月25日、ピンクパイナップル）監督:井出良英[18]
- 新妻誘拐監禁（1999年10月22日、アスキム）監督:平野秀昭[19]
- 怨霊（1999年11月5日、イメージファクト）監督:横山浩幸[20]
- 雌になる女（2000年11月22日、新日本映像）監督:勝利一、北沢幸雄[21]
- 業界の性 女プロデューサーの欲望（2001年11月22日、グッドフィルムズ）監督:江面貴亮[22]
- 業界の性 2 新人アイドルの秘密（2002年4月26日、グッド・フィルムズ）監督:江面貴亮[23]
- 外道 おとこ唄（2002年6月20日、アムモ）監督:金沢克次[24]
- 放課後物語（2002年10月25日、アンカー・ビュジュアルネットワーク）監督:金田敬[25]
- 首領の女3（2002年11月25日）
- HOKURO ～百発病伝説～（2003年、オールイン エンタテインメン）監督:今村悦朗[26]

### テレビドラマ
- 混浴露天風呂連続殺人15「那須高原に消えた美人ダンサーの秘密“ヌードギャル”と“温泉の鉄人”秘湯ツアー 那須温泉郷〜甲子温泉」（1995年11月18日、テレビ朝日） - 温泉ギャルズ

### テレビ番組
- おとなのえほん（サンテレビ）
- Mars TV（フジテレビ）
- ギルガメッシュないと（テレビ東京）
- SWITCH（フジテレビ）
- チャンネル99（テレビ朝日）※深夜「超天然銀座」内
- 足立区のたけし、世界の北野（フジテレビ）
- 上岡龍太郎がズバリ!（TBS）
- かざあなダウンタウン（テレビ朝日）
- タモリ倶楽部（テレビ朝日）
- トゥナイト2（テレビ朝日）
- OLヴィジュアル系（テレビ朝日）

### ゲーム
- 麻雀狂時代 コギャル放課後編（1995年10月18日、マイクロネット、3DO）共演:可愛ゆう ほか
- 麻雀狂時代 コギャル放課後編（1996年1月12日、マイクロネット、セガサターン）共演:可愛ゆう ほか

## 写真集
- 成合淳（麻宮淳子）ザ・ファースト写真集 耽美主義（1994年3月10日、英知出版）撮影:小野麻早 ISBN 9784754213596
- 麻宮淳子写真集 ストリッパー（1998年4月5日、TIS）撮影:野村誠一 ISBN 9784886181695

関連写真集
- 写真集 Virgin Doll（1994年5月15日、海王社）撮影:稲村幸夫 ISBN 978-4877240141
麻宮淳子・新井リカ・栗原博美
- ギルガメッシュNIGHT写真集 オールコレクションズ（1996年8月5日、ぶんか社）撮影:渡邊香富 ISBN 9784821121069
麻宮淳子・北原梨奈・憂木瞳ほか多数
- ザ・ストリッパー 舞姫伝説50人（2000年4月10日、双葉社）撮影:原芳市 ISBN 9784575290820
桜樹ルイ・憂木瞳・村上麗奈・細川百合子・河合美奈・麻宮淳子 他 全50名